# ドリーム・ガール/ママにはないしょの夏休み
『ドリーム・ガール/ママにはないしょの夏休み』（ドリームガール ママにはないしょのなつやすみ、Don't Tell Mom the Babysitter's Dead）は、1991年のアメリカ合衆国のコメディ映画。スティーヴン・ヘレク監督。公開当時は批評面も興行面も振るわなかったが、現在までカルト映画として人気を集めている。日本では劇場未公開。

## ストーリー
男女合わせて5人の子供を持つシングルマザーのクランデル夫人は恋人と旅行に行くため、1人の老女をベビーシッターとして雇う。だが、それからまもなくして、そのベビーシッターが突然死してしまう。5人兄弟姉妹の長女で17歳のスー・エレンは、彼女の死体の処置に困り、トランクに詰めて地元の葬儀場に降ろした。
スー・エレンは4人の世話に悩み、母親が帰ってくるまで自分たちの力で夏休みを過ごすことを決意、年齢を偽ってアパレル会社に就職。すると、ひょんなことから一躍トップデザイナーへと出世してしまう。

## キャスト
※括弧内は日本語吹替
- スー・エレン（スウェル）・クランデル：クリスティナ・アップルゲイト（高田由美）
- ローズ・リンジー：ジョアンナ・キャシディ（山口奈々）
- ガス・ブランドン：ジョン・ゲッツ（真地勇志）
- ブライアン：ジョシュ・チャールズ（堀川りょう）
- ケネス（ケニー）・クランデル：キース・クーガン（草尾毅）
- ブルース：デイヴィッド・ドゥカヴニー
- クランデル夫人：コンチータ・トメイ（秋元千賀子）
- キャシー・ヘンダーソン：キミー・ロバートソン
- キャロリン：ジェイン・ブルック
- ウォルター・クランデル：ロバート・ハイ・ゴーマン（矢島晶子）
- メリッサ・クランデル：ダニエル・ハリス（伊藤美紀）
- フランクリン：シドニー・ラシック（神山卓三）
- ベビーシッター：イーダ・レイス・メリン
- エッグ店長：フランク・デント（千田光男）

- パーマター医師：ブライアン・クラーク（藤城裕士）
- アニメの声：ダン・カステラネタ（声のみ）

## リメイク
2020年、ツリーハウス・ピクチャーズが本作をリメイクすることを発表した。
現代を舞台に、黒人ファミリーを主人公に描く。チャック・ヘイワードが脚本を執筆し、ビリー・ウッドラフが監督を務める。ツリーハウスのジャスティン・ナッピとジュリエット・バーマン、オレン・シーガルがプロデュースする。